# Джон Бари
Джон Бари (на английски: John Barry) е английски композитор и диригент на филмова музика.

## Биография и творчество
Джон Бари е роден на 3 ноември 1933 г. в Йорк, Йоркшър, Англия. Баща му е ирландец, а майка му е англичанка. Той е най-малкият от трите им деца. Баща му е прожекционист в няколко кина в Северна Англия по времето на нямото кино. От малък е запален по филмите и филмовата музика. Завършва гимназия „Сейт Питър“ в Йорк, след което се обучава при органиста Франсис Джаксън. Служи в армията като свири във военния оркестър на тромпет.
Приет е в Залата на славата на композиторите през 1998 г.
Джон Бари умира от инфаркт на 30 януари 2011 г. в Ойстър Бей, Ню Йорк.

## Музикално творчество

### Филми за Джеймс Бонд
композитор или аранжимент
- Доктор Но (1962) – „James Bond Theme“, композитор Монти Норман
- От Русия с любов (1963) – по текст на Лайънъл Барт
- Голдфингър (1964) – по текст на Антъни Нюлей и Лесли Брискюз
- Операция „Мълния“ (1965) – по текст на Дон Блек
- Човек живее само два пъти (1967) – по текст на Лесли Брискюз
- В тайна служба на Нейно Величество (1969)
- Диамантите са вечни (1971) – по текст на Дон Блек
- Мъжът със златния пистолет (1974) – по текст на Дон Блек
- Муунрейкър (1979) – по текст на Хал Дейвид
- Октопуси (1983) – по текст на Тим Райс
- Изглед към долината на смъртта (1985) – по текст на Дюран Дюран
- Живите светлини (1987) – по музика и текст от Пол Уактар-Савой

### Друга филмова музика
- Beat Girl (1960)
- Never Let Go (1960)
- The Cool Mikado (1962)
- The Amorous Prawn (1962)
- The L-Shaped Room (1962)
- Man in the Middle (1963)
- A Jolly Bad Fellow (1964)
- Séance on a Wet Afternoon (1964)
- Zulu (1964)
- Boy and Bicycle (1965)
- Mister Moses (1965)
- Four in the Morning (1965)
- The Party's Over (1965)
- The Knack ...and How to Get It (1965)
- King Rat (1965)
- The Ipcress File (1965)
- Born Free (1966)
- The Chase (1966)
- The Wrong Box (1966)
- The Quiller Memorandum (1966)
- The Whisperers (1967)
- Dutchman (1967)
- Boom! (1968)
- Petulia (1968)
- Deadfall (1968)
- The Lion in Winter (1968)
- The Appointment (1969)
- Midnight Cowboy (1969)
- Monte Walsh (1970)
- The Last Valley (1970)
- They Might Be Giants (1971)
- Murphy's War (1971)
- Walkabout (1971)
- Mary, Queen of Scots (1971)
- Alice's Adventures in Wonderland (1972)
- Follow Me! (1972)
- A Doll's House (1973)
- The Tamarind Seed (1974)
- The Dove (1974)
- The Day of the Locust (1975)
- King Kong (1976)
- Robin and Marian (1976)
- The Deep (1977)
- First Love (1977)
- The White Buffalo (1977)
- Game of Death (1978)
- The Betsy (1978)
- Starcrash (1978)
- Hanover Street (1979)
- The Black Hole (1979)
- Somewhere in Time (1980)
- Touched by Love (1980)
- Inside Moves (1980)
- Night Games (1980)
- Raise the Titanic (1980)
- The Legend of the Lone Ranger (1981)
- Body Heat (1981)
- Frances (1982)
- Murder by Phone (1982)
- Hammett (1982)
- The Golden Seal (1983)
- High Road to China (1983)
- The Cotton Club (1984)
- Until September (1984)
- Mike's Murder (1984)
- Jagged Edge (1985)
- Out of Africa (1985)
- Howard the Duck (1986)
- A Killing Affair (1986)
- Peggy Sue Got Married (1986)
- The Golden Child (1986)
- Hearts of Fire (1987)
- Masquerade (1988)
- Dances with Wolves (1990)
- Chaplin (1992)
- Ruby Cairo (1993)
- My Life (1993)
- Indecent Proposal (1993)
- The Specialist (1994)
- Cry, The Beloved Country (1995)
- Across the Sea of Time (3D IMAX)
- The Scarlet Letter (1995)
- Swept from the Sea (1997)
- Mercury Rising (1998)
- Playing by Heart (1998)
- Enigma (2001)